# Crossoptilon harmani
Il fagiano orecchiuto del Tibet (Crossoptilon harmani Elwes, 1881) è una specie di uccello della famiglia dei Fasianidi originario, come indica il nome comune, del Tibet.

## Descrizione

### Dimensioni
Il maschio misura 85-90 cm di lunghezza, dei quali 45-50 spettanti alla coda, per un peso di 2200-2500 g. La femmina è leggermente più piccola: 80-85 cm di lunghezza, dei quali 40-45 spettanti alla coda, per un peso di 1500-2000 g.

### Aspetto
Questa specie ha una struttura piuttosto tozza e, come tutti i rappresentanti del genere Crossoptilon, presenta un dimorfismo sessuale pressoché inesistente, limitato solo ad alcuni particolari: ad esempio, nei maschi gli speroni hanno una base arrotondata e sono generalmente ben evidenti e grossi, mentre nelle femmine sono solitamente assenti o, quando appena accennati, presentano una base ovoidale. Inoltre, i maschi possiedono anche caruncole più evidenti e, oltre a presentare normalmente dimensioni superiori, tendono ad assumere un atteggiamento impettito, fiero e sicuro. In entrambi i generi la colorazione si presenta complessivamente grigio-brunastra, con una tendenza a sfumare nel grigio cenere chiaro sulla groppa e sulle zone ventrali. Il vertice è ornato da brevi piume nere vellutate. Partendo dalla base dell'occipite, le parti laterali della testa sono nude e ricoperte da pelle nuda di colore rosso scarlatto fortemente papillata, come quelle di molte altre specie della famiglia dei Fasianidi; dalla gola, di colore bianco, si dipartono due ciuffi auricolari che, in questa specie, risultano appena accennati. La coda è formata da penne timoniere allungate e ricurve verso l'estremità dalla base di colore grigio-brunastro chiaro; già particolarmente lunga e ampia rispetto a quelle dei suoi congeneri, sembra ancora più grande per effetto delle abbondanti frange composte da barbe lunghe e filiformi separate le une dalle altre, che, iniziando già al centro delle penne, proseguono sino all'interno della curvatura che ne contraddistingue l'apice, sfumando in un colore verde-brunastro scuro con iridescenze metalliche blu-rame e violetto.

## Biologia

### Alimentazione
Il fagiano orecchiuto del Tibet dedica la maggior parte della giornata alla ricerca del cibo. Questo, a seconda delle stagioni o delle zone in cui vive, è composto per lo più da erbe e loro semi, germogli, foglie, fiori, boccioli, piselli selvatici, frutti e loro semi, frutti di bosco, fragole selvatiche e bacche (in special modo quelle di ginepro), bulbi, radici carnose e tuberi che dissotterra grazie ai potenti unghioni; non è da trascurare la quantità di sostanze ingerite di origine animale, che aumenta durante la stagione riproduttiva: ragni, millepiedi, lepidotteri, coleotteri, larve e altri insetti e, occasionalmente, piccoli vertebrati.

### Comportamento
Verso il crepuscolo questi uccelli ritornano nelle zone più fittamente alberate, dove si appollaiano su qualche grosso ramo come sono soliti fare anche i loro congeneri per sfuggire al freddo e ai predatori. Nei mesi invernali si riuniscono in grandi stormi che possono anche superare le 40 unità, ma generalmente i gruppi sono composti da 5-15 individui, spesso guidati da un maschio, ma senza gerarchie particolari e atteggiamenti di dominanza. Al minimo segnale di pericolo si allontanano prima correndo, delineando nel contempo una colonna irregolare, per poi alzarsi in un volo che comunque mantengono radente al suolo, sino a raggiungere la macchia più vicina, nella quale si disperdono sparendo alla vista dell'eventuale predatore.

### Riproduzione
All'inizio della stagione riproduttiva, che solitamente inizia nel mese di aprile, i componenti dei gruppi si disperdono per formare le coppie o rinsaldare quelle già esistenti: i maschi il più delle volte sono costretti a combattere fra loro sia per la conquista dei territori che per il possesso delle femmine. Tuttavia gli scontri, pur potendo essere anche cruenti, terminano quasi sempre con la fuga di uno dei contendenti e solo in rari casi i due si feriscono seriamente. Il nido, nel quale vengono deposte 4-8 uova a intervalli di due-tre giorni uno dall'altro, è del tutto simile sia per forma che per posizionamento a quelli dei congeneri; la cova è compito esclusivo della femmina, ma il maschio rimane nelle vicinanze a fare la guardia; una volta nati i piccoli, tuttavia, anch'esso si unisce alla famigliola, aiutando attivamente la compagna nell'allevamento della prole.

## Distribuzione e habitat
I fagiani orecchiuti del Tibet vivono nella parte sud-orientale dell'altopiano del Tibet, sino ai confini settentrionali dell'Arunachal Pradesh (India). Il loro habitat è costituito da foreste di abeti rossi, conifere miste o foreste miste di conifere e latifoglie che dominano ripidi pendii, altopiani erbosi o letti di fiumi asciutti, confinanti con fitte boscaglie composte da rododendri, azalee, magnolie e ginepri. Si incontrano a quote mediamente comprese tra 2500 e 4500 metri e anche d'inverno scendono raramente sotto i 2400-2300 metri.

## Tassonomia
L'appellativo scientifico harmani si riferisce al sottotenente H. J. Harman dell'Indian Army, che rinvenne alcune piume appartenenti a questo uccello, a quel tempo ancora sconosciuto; queste furono in seguito studiate da Henry John Elwes, ornitologo, botanico ed entomologo inglese, che iniziò la sua carriera scientifica nel 1870 con una spedizione nel Sikkim. Inizialmente lo si ritenne un ibrido di fagiano orecchiuto bruno (C. mantchuricum) e fagiano orecchiuto azzurro (C. auritum), come riferì William Beebe nel 1918, mentre Rothschild nel 1926 sosteneva che potesse essere il risultato di un incrocio spontaneo tra il fagiano orecchiuto azzurro e il fagiano orecchiuto bianco (C. crossoptilon). Solo recentemente è stato finalmente riconosciuto come specie a sé stante.